# Pontus Hanson
Pontus Hanson (ur. 24 maja 1884 w Kristinehamn, zm. 4 grudnia 1962 w Sztokholmie)  – szwedzki piłkarz wodny oraz pływak. Srebrny medalista olimpijski ze Sztokholmu oraz trzykrotny brązowy medalista z Londynu i Antwerpii.
Na igrzyskach olimpijskich trzykrotnie był w szwedzkiej drużynie piłki wodnej za każdym razem zdobywając medal. Łącznie strzelił dwa gole. Na olimpiadach dwa razy startował na 200 m stylem klasycznym. W Londynie zdobył brązowy medal. W Sztokholmie odpadł w półfinałach.
Jego brat Sven Hanson również był pływakiem, uczestnikiem igrzysk olimpijskich w 1912.